# Sant Bernabé de l'Alzina d'Alinyà
Sant Bernabé de l'Alzina d'Alinyà és una obra del municipi de Fígols i Alinyà (Alt Urgell) protegida com a bé cultural d'interès local.

## Descripció
L'església de Sant Bernabé de l'Alzina d'Alinyà és situada al capdamunt d'una penya al centre del poble de l'Alzina d'Alinyà. Es tracta d'un edifici romànic en origen que ha experimentat tot un seguit de transformacions tardanes que han alterat substancialment el seu aspecte original.
Consta d'una sola nau capçada a llevant amb un absis semicircular cobert amb volta de quart d'esfera i ornamentat a l'exterior amb un fris d'arquets cecs i bandes llombardes. L'absis s'obre a la nau a través d'un tram presbiteral cobert amb volta de canó. Aquest tram presbiteral també es fa palès a l'exterior amb uns murs més gruixuts i un aparell regular que contrasta amb l'aparell irregular de carreuons sense desbastar de la resta dels murs.
La nau és coberta amb volta de canó amb llunetes dividida en dos trams per un arc toral amb llunetes. Al costat nord de la nau s'obre una profunda capella de planta quadrangular coberta amb volta d'aresta motllurada. Als peus de la nau hi ha un cor de fusta en alt al qual s'accedeix a través d'una escala d'obra adossada.
L'antic altar major presenta un frontal de fusta amb motllures i motius vegetals. La talla de fusta correspon a un sant no identificat per manca dels atributs. Aquest porta a la mà un llibre obert amb la inscripció "salvat l'any 1936", en referència a la destrucció d'imatges religioses que es produí a la Guerra Civil.
L'interior de l'església està arrebossat i pintat de color ocre amb decoració floral en punts concrets.
La porta del temple, orientada a migdia, és adovellada d'arc de mig punt amb les dovelles molt amples i regulars. Al mur de migdia s'obre una finestra de doble esqueixada. Una altra finestra s'obre a la part alta del mur de ponent, just sobre del cor. L'absis presenta dues finestres de doble esqueixada, una a llevant i l'altra a sud, que actualment estan cegades.
El mur occidental presenta un notable sobrealçat amb relació a la nau que s'aprofita per situar-hi un campanar d'espadanya de dos ulls.
La coberta és una teulada a doble vessant.
Els trams de parament més antics, els de l'absis i tram presbiteral ens indiquen que es tracta d'una església d'estil romànic del segle xi. La resta de parament és propi dels segles XVII i XVIII, moment en què es degué reformar el temple amb el sobrealçat i la incorporació del nou àmbit constructiu de la sagristia i la capella lateral al sector nord del temple.

## Història
El primer document que esmenta el document de l'Alzina és de 1036. L'església no apareix esmentada fins al 1063 i estaria supeditada a la parròquia de Sant Esteve d'Alinyà.
A partir del segle xvi el bisbat d'Urgell fa visites pastorals de manera sistemàtica.